# Jardim Zoológico
Jardim Zoológico - stacja metra w Lizbonie, na linii Azul. Jest to jedna z jedenastu stacji należących do pierwotnej sieci metra, zainaugurowanej 29 grudnia 1959.
Stacja ta znajduje się na Praça General Humberto Delgado, powszechnie znanej jako Sete Rios. Stacja zapewnia dostęp do lizbońskiego zoo, stacji kolejowe Sete Rios i dworca autobusowego (dawniej PMO I), który znajduje się na placu. Oryginalny projekt architektoniczny z 1959 jest autorstwem Falcão e Cunha oraz malarki Marii Keil. 25 lipca 1995  zakończono modernizację pełnej stacji w oparciu o projekt architektoniczny Benoliel de Carvalho i malarza Júlio Resende. Remont dworca został zintegrowany w pracach z rozbudową peronów i budową stacji kolejowej Sete Rios REFER.